# Drhovy

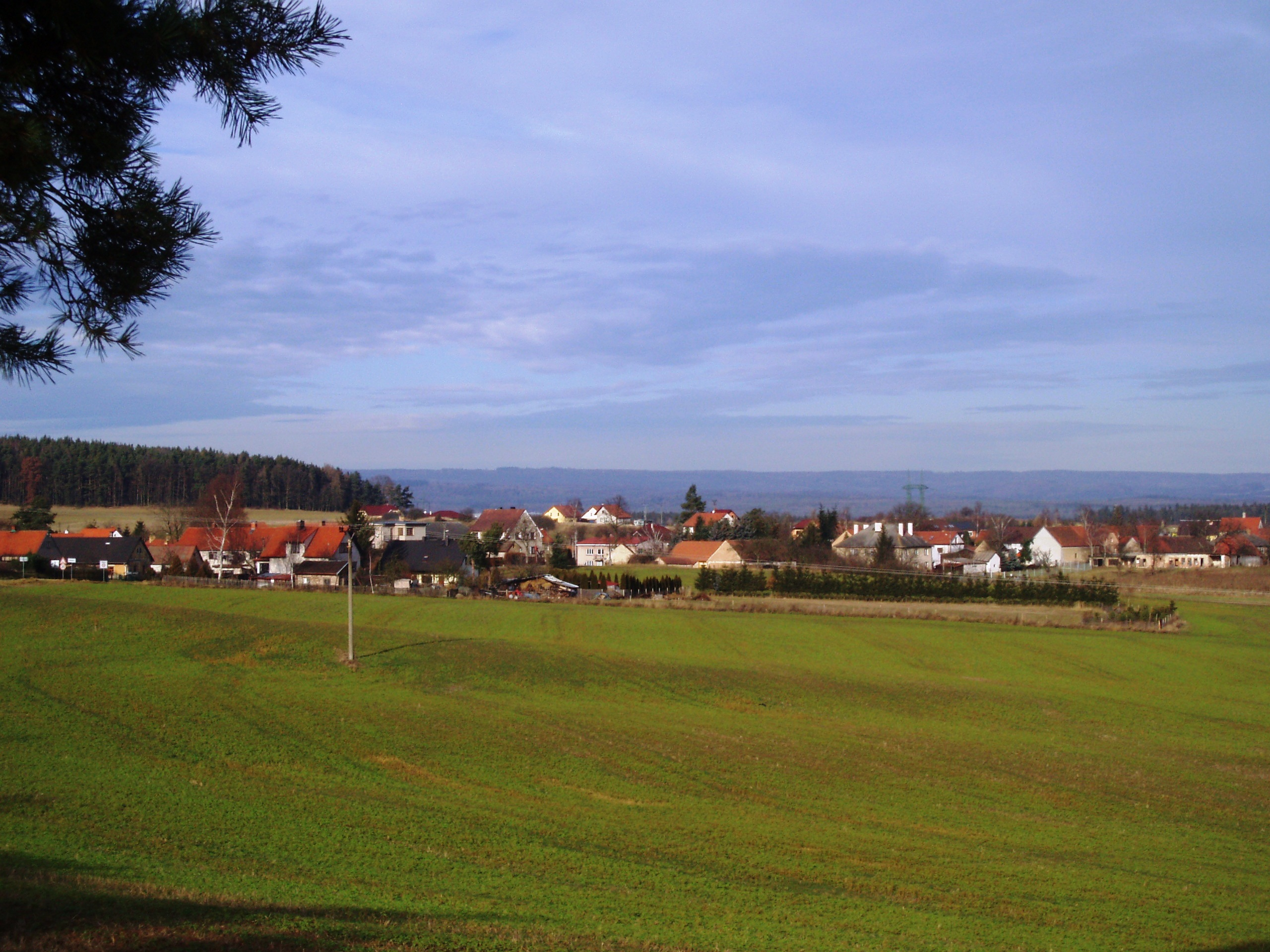
Blick auf Drhovy

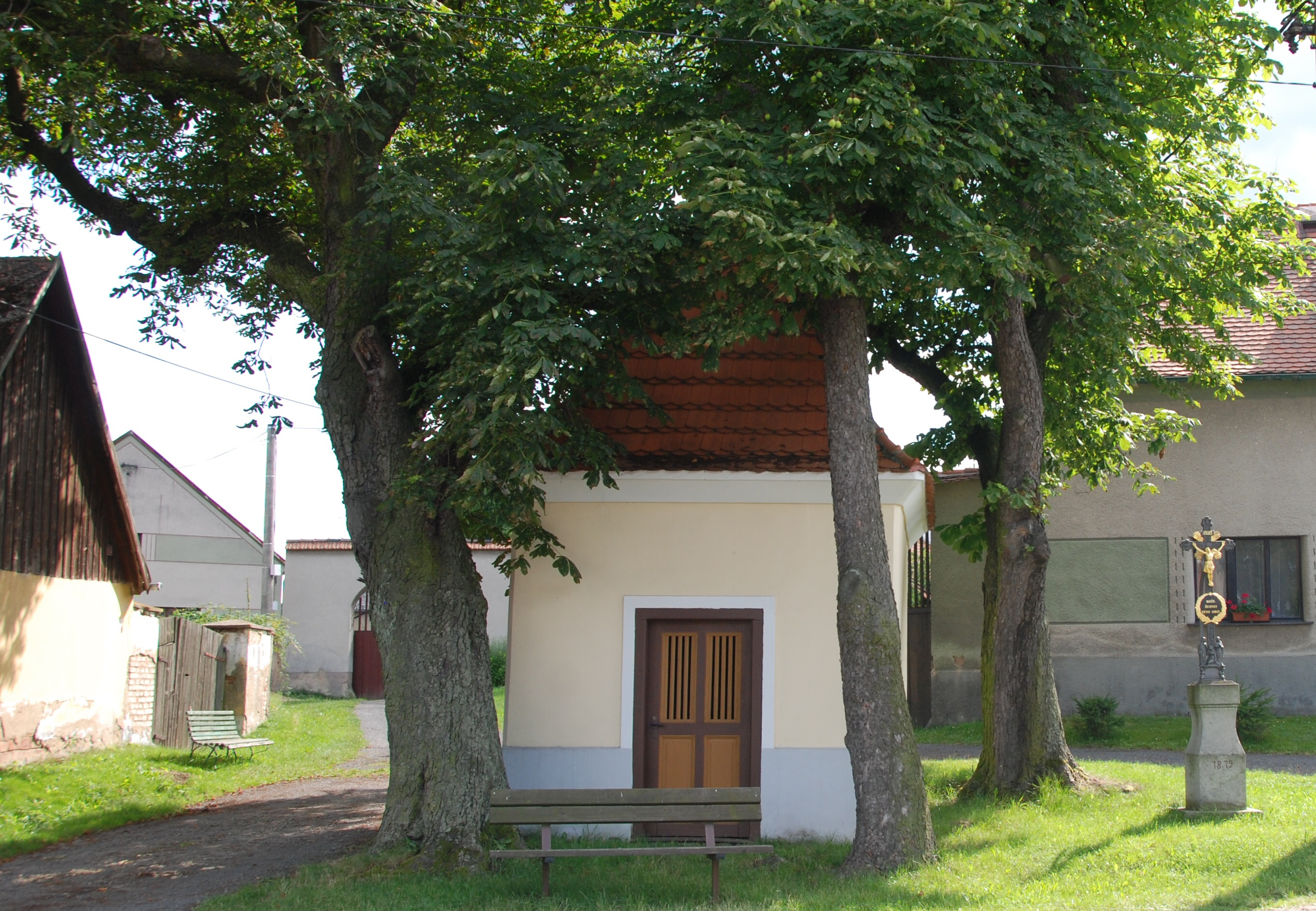
Kapelle in Drhovy

Drhovy (deutsch Drhow, auch Derhow) ist eine Gemeinde in Tschechien. Sie liegt sieben Kilometer südöstlich von Dobříš und gehört zum Okres Příbram.

## Geographie
Drhovy befindet sich in der Dobříšská pahorkatina (Dobrischer Hügelland). Das Dorf liegt linksseitig des Baches Drhovský potok, der am östlichen Ortsrand von Drhovy im Teich Drhovský rybník gestaut wird. Nördlich erheben sich der Šiberný (419 m n.m.) und die Stráně (423 m n.m.), im Nordosten der Čihadlo (528 m n.m.) und der Pod Skálou (528 m n.m.), östlich die Kopanice (481 m n.m.), im Südosten die Mýtka (410 m n.m.) und der Na Skalách (460 m n.m.), westlich die Varta (457 m n.m.) sowie im Nordwesten der Libický vrch (465 m n.m.). Durch Drhovy verläuft die Staatsstraße II/119 zwischen Dobříš und Sedlčany.
Nachbarorte sind Nový Dvůr im Norden, Hranice und Chramiště im Nordosten, Jezera, Dražetice, Borotice und Homole im Osten, Slovanský Dvůr, Milina, Slovanská Lhota, Nechalov und Radčany im Südosten, Drhovce im Süden, Bělohrad, Skalice und Daleké Dušníky im Südwesten, Libice im Westen sowie Budín, Dolík, Vojířovský Mlýn und Rybníky im Nordwesten. 

## Geschichte
Die erste schriftliche Erwähnung des zur Herrschaft Dobříš untertänigen Dorfes Drhov erfolgte im Jahre 1653. Besitzer der Herrschaft war Franz Maximilian Graf von Mansfeld. Bis 1714 gehörte das Dorf zum Podbrder Kreis, danach wurde es Teil des Berauner Kreises. Nachdem 1780 mit dem Tode von Joseph Wenzel von Mansfeld das Geschlecht im Mannesstamme erloschen war, erbte dessen Schwester Maria Isabella die Herrschaft Dobřisch. Es erfolgte die Namens- und Wappenvereinigung mit der Familie ihres Ehemannes Franz de Paula Gundaker von Colloredo-Waldsee-Mels zum Geschlecht Colloredo-Mannsfeld. Nach Maria Isabellas Tod im Jahre 1794 erbte ihr Sohn Rudolph Joseph II. die Güter. Nach dem Tode des kinderlosen Rudolf Joseph II. von Colloredo-Mannsfeld fiel die Herrschaft 1844 an dessen Neffen Franz de Paula Gundaccar II. von Colloredo-Mannsfeld.
Im Jahre 1846 bestand das Dorf Drhow bzw. Drhowa aus 34 Häusern mit 199 Einwohnern. Pfarrort war Borotitz. Bis zur Mitte des 19. Jahrhunderts blieb Drhow der Herrschaft Dobřisch untertänig.
Nach der Aufhebung der Patrimonialherrschaften bildete Drhov / Drhow ab 1850 mit den Ortsteilen Budín, Drevníky, Drhovce, Homole, Hranice, Kozí Hory, Libice, Nechalov, Rybníky und Slovanská Lhota eine Gemeinde im Gerichtsbezirk Dobříš. Ab 1868 gehörte die Gemeinde zum Bezirk Příbram. Zum Ende des 19. Jahrhunderts lösten sich Kozí Hory und Hranice los und bildeten die Gemeinde Kozí Hory. 1920 wurde der Ortsname in Drhovy geändert. In der Folgezeit zerfiel die Flächengemeinde weiter. Nechalov, Homole und Drhovce trennten sich in den 1920er Jahren von Drhovy ab und bildeten die Gemeinde Nechalov; aus den Ortsteilen Drevníky, Homole und Slovanská Lhota entstand 1930 die Gemeinde Drevníky. Im Jahre 1932 lösten sich noch Budín, Libice und Rybníky von Drhovy los und bildeten die Gemeinde Rybníky. Ab 1949 gehörte Drhov zum neugebildeten Okres Dobříš, nach dessen Aufhebung wurde die Gemeinde 1960 wieder Teil des Okres Příbram. Zu Beginn des Jahres 1980 erfolgte die Eingemeindung von Nechalov (mit Drhovce und Homole). Zum 1. Jänner 1998 wurden Nechalov und Drhovce nach Drevníky umgemeindet.

## Gemeindegliederung
Die Gemeinde Drhovy besteht aus den Ortsteilen Drhovy (Drhow) und Homole, die auch Katastralbezirke bilden. 
Zu Drhovy gehören außerdem die Einschichten Budkovna und Nový Dvůr (Neuhof).

## Sehenswürdigkeiten
- Kapelle in Drhovy
- Kapelle in Homole